# Vincenzo Pellegrini (tonsättare)
Vincenzo Pellegrini, född omkring 1562 i Pesaro, död 1630 i Milano, var en italiensk tonsättare. 
Pellegrini blev kapellmästare vid domen i Milano 1611. Han komponerade mässor och motetter med mera. 